# Куршум джамия (Пазарджик)
Вижте пояснителната страница за други значения на Куршум джамия.
Куршум джамия е джамия в Пазарджик. От 1964 г. е обявена за архитектурен паметник на културата от местно значение.
Джамията е построена през 1659 г. Молитвеното помещение е с квадратен план, с размери по 10,67 m. То е покрито със снишен купол, отчасти скрит с осмостенен барабан и е обвит с оловни листове. В северната страна е разположено масивно аркадно предверие (айван), което е покрито със самостоятелен едноскатен керемиден покрив. Минарето на джамията е с височина 26 m. Оформено е като постепенно стесняваща се многостенна колона. Стъпва върху каменен постамент и завършва с многостенен конусовиден покрив (кюлях).